# Coccomyces walkeri
Coccomyces walkeri är en svampart som beskrevs av P.R. Johnst. 2000. Coccomyces walkeri ingår i släktet Coccomyces och familjen Rhytismataceae.   Inga underarter finns listade i Catalogue of Life.